# بلو هیلز (کنتیکت)
بلو هیلز (به انگلیسی: Blue Hills) یک منطقهٔ مسکونی در ایالات متحده آمریکا است که در کنتیکت واقع شده‌است. بلو هیلز ۳٫۰۲ کیلومتر مربع مساحت و ۲٬۹۰۱ نفر جمعیت دارد و ۴۲٫۶۷ متر بالاتر از سطح دریا واقع شده‌است.